# Cruzadas do Norte
As Cruzadas do Norte ou Cruzadas do Báltico foram cruzadas empreendidas pelos reis católicos da Dinamarca e Suécia, pelas Ordens militares alemãs dos Livônios e dos Teutônicos, e por seus aliados contra os povos pagãos da Europa Setentrional localizados próximos das costas sul e leste do mar Báltico. As campanhas suecas e alemãs contra os cristãos ortodoxos orientais russos são algumas vezes também consideradas parte das Cruzadas do Norte. Algumas dessas guerras foram chamadas de cruzadas durante a Idade Média, mas outras, incluindo a maioria das suecas, foram pela primeira vez intituladas de cruzadas por historiadores nacionalistas românticos do século XIX.

## Antecedentes
O ponto de partida oficial para as Cruzadas do Norte foi a convocação feita pelo Papa Celestino III em 1193; porém os reinos cristãos da Escandinávia e o Sacro Império Romano-Germânico já haviam, anteriormente a isto, iniciado um movimento para subjugar seus vizinhos pagãos. Os povos não-cristãos que foram alvos das campanhas em várias épocas são:
- os Vendos e Rúgios eslavos, de Rúgia, Pomerânia e Meclemburgo (em 1147 pelos dinamarqueses, e mais tarde também pelos saxões e poloneses);
- os povos da (atual) Finlândia em 1154 (Finlândia Própria; questionável), 1249? (Taváscia) e em 1293 (Carélia) (pelos suecos, embora a  cristianização de Novogárdia Magna tenha se iniciado mais cedo);
- os Estonianos, Lategálios e os Livônios (pelos alemães e dinamarqueses, 1193–1227);
- os Lituanos (pelos alemães, sem sucesso, no início do século XIV-1316);
- os Curônios e os Semigálios;
- os Antigos Prussianos;
- os Vendos polábios e os Obotritas (entre os rios Elba e Oder).

O conflito armado entre os Bálticos e os Eslavos, que espalhou-se pela costa do mar Báltico envolvendo seus vizinhos saxões e dinamarqueses do norte e do sul, foi um acontecimento comum por vários séculos antes mesmo das cruzadas. As batalhas aconteciam em grande parte motivadas pelas tentativas de destruição de castelos, controle das rotas de comércio marítimas e obtenção de vantagens econômicas na região, e as cruzadas basicamente continuaram esse padrão de conflito, embora agora inspiradas e prescritas pelo Papa e empreendidas pelos cavaleiros papais e monges armados. As primeiras campanhas aconteceram paralelamente à Segunda Cruzada à Terra Santa no meio da década de 1100 e continuou irregularmente até o século XVI.

## Cruzadas suecas na Finlândia
No século XII a Suécia iniciou a conquista e colonização da Finlândia.
Três cruzadas costumam ser destacadas:
- No séc. XII, sob o comando do rei Érico IX;
- Em meados do séc. XIII, sob o comando de Birger Jarl;
- Por volta de 1300, durante a regência de Torgils Knutsson.

## Subjugação dos Livônios, Lategálios e Estonianos
No século XII, os povos que habitavam as terras atualmente conhecidas por Estônia, Letônia e Lituânia formavam um enclave pagão entre os emergentes e poderosos estados cristãos – ortodoxos à Leste e católicos romanos à Oeste. A diferença de credos era uma razão deles ainda não terem sido convertidos. Durante um período de mais de 150 anos, que termina com a chegada dos cruzados alemães à região, a Estônia foi atacada treze vezes pelos principados russos e também por dinamarqueses e suecos. Os Estonianos, por sua vez, fizeram incursões na Dinamarca e na Suécia. Existiram tentativas pacíficas dos cristãos ocidentais, para a conversão dos Estonianos, iniciadas com missões enviadas por Adalberto, Arcebispo de Brema em 1045-1072. Contudo, esses esforços de paz parecem ter tido muito pouco sucesso.

As tribos bálticas, por volta de 1200, pouco tempo antes das Cruzadas do Norte. Os Bálticos Orientais são representados por tons de marrom enquanto que os Bálticos Ocidentais aparecem em tons de verde. As fronteiras são aproximadas

Seguindo na esteira dos mercadores alemães, que navegavam agora pelas antigas rotas de comércio dos viquingues, um monge chamado Meinardo desembarcou na foz do rio Daugava, na atual Letônia, em 1180 e foi feito bispo em 1186. O Papa ordenou uma cruzada contra os pagãos Bálticos em 1193 e uma expedição de cruzados comandados pelo sucessor de Meinardo, o bispo Bertoldo, desembarcou na Livônia (parte da atual Letônia, cercando o golfo de Riga) em 1198. Embora os cruzados vencessem sua primeira batalha, o bispo Bertoldo foi ferido mortalmente e os cruzados foram repelidos.
Em 1199, Alberto de Riga foi designado pelo Arcebispo de Brema para cristianizar os países bálticos. Quando Alberto morreu, 30 anos mais tarde, a conquista e a formal cristianização da atual Estônia e norte da Letônia estavam completas. Alberto iniciou sua tarefa empreendendo uma viagem pelo Sacro Império Romano-Germânico, pregando uma cruzada contra os países bálticos e foi nisto amparado por uma Bula Pontifícia, que declarou que a luta contra os pagãos bálticos teria a mesma importância de uma participação em uma cruzada à Terra Santa. Embora ele tenha chegado à foz do rio Daugava, em 1200, com apenas 23 navios e 500 soldados, os esforços do bispo asseguraram um constante fluxo de recrutas. Os primeiros cruzados normalmente chegavam a lutar durante a primavera e retornavam para suas casas no outono. Para assegurar uma presença militar permanente, foi fundada a ordem dos Irmãos Livônios da Espada, em 1202. A fundação pelo bispo Alberto de um mercado em Riga, em 1201, atraiu cidadãos do Império e a cidade prosperou economicamente. Por solicitação de Alberto, o Papa Inocêncio III dedicou os países bálticos à Virgem Maria para atrair recrutas para o seu exército, e o nome "Terra de Maria" tem se mantido até os dias de hoje.
Os Livônios, que vinham pagando tributos para o Principado Eslavo Oriental de Polócia, inicialmente consideraram os alemães como úteis aliados, mas quando os alemães tornaram-se uma ameaça, os Livônios sob o comando de seu quasi rex Caupo da Turaida pegaram em armas contra os cruzados. Os Livônios foram derrotados e seu líder Vesceca, da dinastia ruríquida, foi feito prisioneiro em 1206. Os alemães voltaram então sua atenção para as tribos da Letônia, ao leste, na Lategália. Em 1208, os alemães estavam fortes o bastante para iniciar operações contra os Estonianos, que estavam, naquele tempo, divididos em oito grandes regiões e várias outras menores governadas por anciões com uma limitada cooperação entre eles. Em 1208-27, violentos ataques militares acorreram em diversos pontos da Livônia, Lategália e em diferentes regiões da Estônia, com os Livônios e Lategálios normalmente como aliados dos cruzados e os Principados Eslavos Orientais aparecendo como aliados de diferentes lados em diferentes ocasiões. As fortalezas situadas no alto das colinas, que eram a força central das regiões estonianas, foram sitiadas e tomadas várias vezes. Uma trégua entre os dois lados da guerra foi firmada por três anos (1213-1215) e ela provou ser mais favorável aos alemães, que consolidaram suas posições políticas, enquanto que os estonianos foram incapazes de trocar o seu frágil sistema de alianças por um Estado centralizado. O líder livoniano Caupo foi morto em uma batalha próxima a Viljandi (Felim) em 21 de setembro de 1217, mas a batalha foi uma derrota esmagadora para os estonianos, cujo líder Lembitu foi também morto. Desde 1211, seu nome tinha chamado a atenção dos cronistas alemães como sendo o de um notável ancião estoniano, que tinha se transformado na figura central da resistência estoniana.
Os reinos cristãos da Dinamarca e Suécia também tinham muito interesse em conquistar a costa oriental do mar Báltico. Enquanto que os suecos fizeram uma única incursão fracassada na Estônia Ocidental, em 1220, o rei Valdemar II da Dinamarca desembarcou próximo da atual Talim, em 1219. Ele mandou construir uma fortaleza no local, que foi sitiada pelos estonianos em 1220 e em 1223, mas ele conseguiu mantê-la. Posteriormente, todo o norte da Estônia passou para o controle dos dinamarqueses.
A última região da Estônia a resistir contra as invasões foi a ilha de Saaremaa, cujas frotas de guerra atacaram a Dinamarca e a Suécia durante os anos de lutas contra os cruzados alemães. Um forte exército de 20 000 homens sob o comando do legado papal, Guilherme de Módena, atravessou o mar congelado enquanto a frota de Saaremaa estava obstruída pelo gelo, em janeiro de 1227. Após a derrota dos estonianos, os cruzados atacaram os Curônios e os Semigálios, as tribos da Letônia que viviam ao sul e oeste do rio Daugava.

## Prússia e Lituânia

### As campanhas de Conrado da Mazóvia
Conrado I, o Duque polonês da Mazóvia, tentou sem sucesso conquistar os pagãos da Prússia nas cruzadas de 1219 e de 1222.
Seguindo os conselhos do primeiro bispo da Prússia, Cristiano de Oliwa, Conrado fundou a  Ordem de Dobrzyń (ou Dobrin), em 1220. Porém, esta ordem foi muito ineficiente e as campanhas de Conrado contra os Prussianos foram revidadas com incursões ao seu território da Culmerlândia (Terra de Chełmno).
Sujeito aos constantes contra-ataques prussianos, Conrado quis fortalecer as defesas da parte norte do Ducado da Mazóvia nessa sua luta de fronteiras da Terra de Chełmno. A Mazóvia tinha sido conquistada apenas no século X e nativos Prussianos, Sudóvios e Lituanos ainda viviam no território, onde não existiam limites definidos de terras. Sua fragilidade militar levou Conrado a convidar os Cavaleiros Teutônicos a participarem das lutas na Prússia.

### A Ordem Teutônica

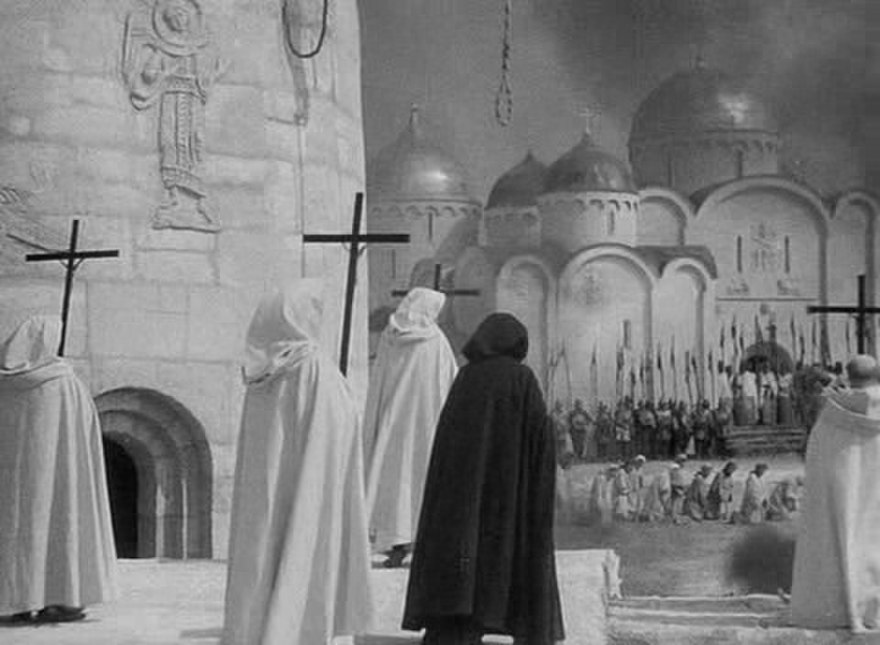
Os Cavaleiros Teutônicos em Pscóvia, em 1240. Cena do filme Alexander Nevsky de Sergei Eisenstein

As Cruzadas do Norte forneceram uma razão para o crescimento e expansão da Ordem Teutônica dos cavaleiros cruzados germânicos que havia sido fundada na Palestina no final do século XII. Devido ao sucesso dos muçulmanos na Terra Santa, a Ordem buscou novas missões na Europa. O duque Conrado I da Mazóvia, na região centro-oeste da Polônia, apelou para que os Cavaleiros defendessem suas fronteiras e subjugassem os prussianos bálticos pagãos em 1226. Depois da subjugação dos Prussianos, os Cavaleiros Teutônicos lutaram contra a Polônia e o Grão-Ducado da Lituânia.
Quando os Cavaleiros Livônios foram massacrados pelos Lituanos na Batalha de Saule, em 1236, coincidindo com uma série de revoltas na Estônia, a Ordem da Livônia foi absorvida pela Ordem Teutônica, possibilitando aos Cavaleiros Teutônicos exercitar o controle político sobre uma grande extensão territorial na região do Báltico. Os Cavaleiros Teutônicos não conseguiram subjugar os pagãos da Lituânia, que oficialmente foram convertidos ao cristianismo (católico) em 1386 com o casamento do Grão-Duque Jogaila com a rainha de onze anos de idade, Jadwiga da Polônia. As forças polaco-lituanas derrotaram os Cavaleiros Teutônicos na Batalha de Grunwald, em 1410.
A Ordem Teutônica tentou conquistar a Rússia Ortodoxa (particularmente as Repúblicas de Pscóvia e Novogárdia), um empreendimento endossado pelo Papa Gregório IX, pode também ser considerado como parte das Cruzadas do Norte. Um dos maiores incentivos para a conquista da Rússia foi a Batalha do Gelo, em 1242. Com ou sem a benção do Papa, os suecos também empreenderam diversas cruzadas contra a ortodoxa Novogárdia.